# Hoàng Xuân Nhị
Hoàng Xuân Nhị (1914–1990) là một nhà giáo, nhà văn, dịch giả Việt Nam.

## Tiểu sử
Hoàng Xuân Nhị sinh năm 1914, quê ở làng Yên Hồ, huyện La Sơn, phủ Đức Thọ, nay là xã Yên Hồ, huyện Đức Thọ, tỉnh Hà Tĩnh.
Ông xuất thân từ một dòng họ Nho học có truyền thống khoa bảng, là bà con họ hàng với học giả Hoàng Xuân Hãn.
Mồ côi mẹ từ nhỏ, ông đi học ở Vinh, Nghệ An, lấy bằng Thành Chung ở Quốc học Huế; sau đó theo học Khoa Luật tại Trường Đại học Đông Dương, Hà Nội.
Năm 1936, Hoàng Xuân Nhị đi du học ở Pháp nhờ học bổng của Hội khuyến khích du học, chuyên nghiên cứu về văn chương và triết học.
Năm 1937, ông tốt nghiệp cử nhân triết học và văn chương tại Trường Đại học Sorbone danh tiếng của Pháp. Trong thời gian tham gia giảng dạy và nghiên cứu tại Pháp, Hoàng Xuân Nhị dịch nhiều tác phẩm văn học cổ điển Việt Nam như truyện thơ Nôm Lưu Bình Dương Lễ, Cung oán ngâm khúc của Nguyễn Gia Thiều, Chinh phụ ngâm của Đặng Trần Côn, Truyện Kiều của Nguyễn Du... ra tiếng Pháp, dịch các tác phẩm về lịch sử văn học Nga, các tác phẩm của Maksim Gorky và Vladimir Vladimirovich Mayakovsky đăng trên tạp chí Mercure de France. Trong bối cảnh lúc bấy giờ Việt Nam chưa có tên nước mà bị coi là xứ Đông Dương thuộc Pháp (Indochine Francaise), việc truyền bá văn học Việt Nam cho công chúng Pháp thấm đậm tình người thể hiện lòng yêu nước thương nòi của ông.
Năm 1946, ông rời bỏ Thủ đô Pari hoa lệ về nước tham gia kháng chiến, phụ trách lĩnh vực văn hóa ở miền Nam theo lời kêu gọi của Chủ tịch Hồ Chí Minh.
Năm 1947, Hoàng Xuân Nhị được Ủy ban Kháng chiến hành chính Nam bộ giao phụ trách và là Tổng Biên tập tờ La Voix Du Maquis (Tiếng nói kháng chiến) - tờ báo ngoại ngữ đầu tiên ở chiến khu cách mạng. Đồng thời, ông được Ủy ban Kháng chiến hành chính Nam Bộ bổ nhiệm làm Giám đốc Viện Văn hóa Kháng chiến. Cùng với tờ La Voix Du Maquis, công tác địch vận của chính phủ kháng chiến khiến binh lính Âu, Phi trong quân đội Pháp bỏ hàng ngũ quân đội Pháp vào chiến khu theo kháng chiến ngày càng nhiều. Do giỏi tiếng Anh, tiếng Pháp, tiếng Đức, tiếng Nga, Hoàng Xuân Nhị được giao làm chính trị viên của binh đoàn quốc tế gồm các binh sĩ rời bỏ hàng ngũ của Pháp.
Cũng năm 1947, Chính phủ Kháng chiến bổ nhiệm Hoàng Xuân Nhị làm Giám đốc Viện Văn hóa kháng chiến. Khi ngành văn hóa thống nhất với ngành giáo dục, Hoàng Xuân Nhị được bổ nhiệm làm Giám đốc Nha giáo dục Nam bộ. Ông còn được cử làm Ủy viên Ủy ban Kháng chiến hành chính Nam bộ và tham gia ban chấp hành Đảng Cộng sản khu ủy khu 9.
Năm 1949, Hoàng Xuân Nhị tham gia mở lớp sư phạm đặc biệt mang tên Phan Chu Trinh đào tạo văn hóa cho lực lượng kháng chiến, đào tạo đội ngũ giáo viên, trí thức mới cho Nam Bộ.
Sau Hiệp định Genève, Hoàng Xuân Nhị tập kết ra Bắc; Ông trực tiếp tham gia tiếp quản Viện Đại học Đông Dương của Pháp và thành lập Trường Đại học Tổng hợp Hà Nội năm 1956. Cùng với Tạ Quang Bửu, Ngụy Như Kon Tum, Lê Văn Thiêm, Nguyễn Hoán,...ông là một trong những trí thức tiền bối, những cây đại thụ đã tham gia đặt nền móng và xây dựng nền giáo dục đại học nước Việt Nam Dân chủ Cộng hòa non trẻ sau ngày hòa bình.
Năm 1957, Giáo sư Hoàng Xuân Nhị được giao trọng trách làm Chủ nhiệm khoa Ngữ văn tại Trường Đại học Tổng hợp Hà Nội (từ năm 1957 đến năm 1982) và là Ủy viên ban chấp hành Hội Văn nghệ Việt Nam.
Giáo sư Hoàng Xuân Nhị được Đảng và Nhà nước Việt Nam tặng thưởng Huân chương kháng chiến chống Pháp hạng Nhất, Huân chương kháng chiến chống Mỹ hạng Nhất, Huân chương Độc lập hạng Nhì, Huân chương Lao động hạng Ba.
Tháng 05/2014, Kỷ niệm 100 năm ngày sinh Giáo sư Hoàng Xuân Nhị, Trường Đại học Khoa học xã hội và Nhân văn, Đại học Quốc gia Hà Nội đã tổ chức Hội thảo khoa học " Giáo sư Hoàng Xuân Nhị – 100 năm cuộc đời và sự nghiệp".
Hoàng Xuân Nhị qua đời năm 1990.

## Di sản
Ngoài việc giảng dạy, Hoàng Xuân Nhị nghiên cứu và dịch thuật các tác phẩm văn học Việt Nam và thế giới như: Chinh phụ ngâm (dịch sang tiếng Pháp, 1938), Truyện Kiều (Kịch nói, 1942), Maksim Gorky (1958), Mayakovsky (1961), Tìm hiểu thơ Hồ Chủ tịch (1975), Nguyên lý mỹ học Mác – Lênin, Lịch sử văn học Nga – Xô Viết (5 tập, 1957 – 1962)...
Các bài báo khoa học
1. Căn bản chủ nghĩa nhân đạo chống phong kiến trong Truyện Kiều. Tập san Đại học Sư phạm, số 3/1955.
2. Một số nhận xét về tính chất dân tộc Việt Nam qua văn học, nghệ thuật. Nghiên cứu Văn học, số 1/1963.
3. Chung quanh cuộc tranh luận về quyển Các phương pháp nghệ thuật của Lê Đình Kị. Tạp chí Văn, 1963, số 10.
4. Tìm hiểu luận điểm của Các Mác về quan hệ biện chứng giữa tính bi kịch lịch sử và tính hài kịch sử của những giai cấp, tập đoàn thống trị trong xã hội có áp bức bóc lột. Tạp chí Văn học, số 4/1969.
5. Nội dung tính Đảng Cộng sản và tính nhân dân trong văn học cách mạng hiện đại. Tạp chí Văn học, số 1/1970.
6. Tìm hiểu tính Đảng trong thơ Hồ Chủ tịch. Tạp chí Văn học, số 3/1971.
7. Mấy vấn đề lý luận cần chú ý khi nghiên cứu tính dân tộc. Tạp chí Văn học, số 6/1971.
8. Văn học, văn nghệ Việt Nam nhất định phát triển rực rỡ. Tạp chí Văn học, số 6/1975.
9. Mấy suy nghĩ về thơ sau cuộc gặp mặt đầu xuân với nhà thơ Tố Hữu. Tạp chí Văn học, số 6/1977.
10. Tìm hiểu tính dân tộc qua thơ văn Hồ Chủ tịch. Tạp chí Văn học, số 1/1978.
11. Mừng Viện Văn học tròn 20 tuổi. Tạp chí Văn học, số 1/1979.
12. Nhân dịp kỉ niệm lớn, đọc lại Các Mác và gợi ý mới về lý luận văn học nghệ thuật. Tạp chí Văn học, số 3/1983.
13. Những kỉ niệm về văn học Xô Viết. Tạp chí Văn học, số 2/1983.

Các giáo trình, chuyên khảo, sách tham khảo
1. Chống tư tưởng tư sản phản động hiện đại trong mĩ học và văn học nghệ thuật(giới thiệu, lược dịch, biên soạn). Trường Đại học Tổng hợp Hà Nội xuất bản.
2. M. Gorkiy – Đời sống và sự nghiệp. Nhà xuất bản Sự thật, 1958 – 1959.
3. Lịch sử văn học Nga thế kỉ 19.Nhà xuất bản Văn hoá, 1960.
4. Nguyên lý mĩ học Mác – Lênin, tập 1. 1961, 1963.
5. Lênin và tính đảng trong văn học cách mạng hiện đại. 1970, (in rônêô).
6. Chủ nghĩa xét lại hiện đại trong văn học nghệ thuật ở một số nước. Đại học Tổng hợp Hà Nội, 1974.
7. Tìm hiểu thơ Hồ Chủ tịch. Nhà xuất bản Đại học và Trung học chuyên nghiệp, 1976.

Ngày nay ở quận Tân Phú, Thành phố Hồ Chí Minh có một đường phố mang tên Hoàng Xuân Nhị. Tại Quận Hải Châu, thành phố Đà Nẵng cũng có một con đường đẹp mang tên ông. Tại vùng đất mũi Cà Mau, cực Nam Việt Nam, những cựu học sinh thời kháng chiến cũng xây dựng một trường học mang tên Hoàng Xuân Nhị là sự ghi nhận đóng góp của ông cho sự nghiệp giáo dục và đào tạo ở miền Nam trước đây.